# Roseland (Indiana)
Roseland és una població dels Estats Units a l'estat d'Indiana. Segons el cens del 2000 tenia 1.809 habitants.

## Demografia
Segons el cens del 2000, Roseland tenia 645 habitants, 311 habitatges, i 171 famílies. La densitat de població era de 1.790,9 habitants/km².
Dels 311 habitatges en un 20,9% hi vivien nens de menys de 18 anys, en un 43,4% hi vivien parelles casades, en un 8% dones solteres, i en un 44,7% no eren unitats familiars. En el 37,9% dels habitatges hi vivien persones soles el 12,9% de les quals corresponia a persones de 65 anys o més que vivien soles. El nombre mitjà de persones vivint en cada habitatge era de 2,06 i el nombre mitjà de persones que vivien en cada família era de 2,73.
Per edats la població es repartia de la següent manera: un 6,4% tenia menys de 18 anys, un 66,4% entre 18 i 24, un 13,2% entre 25 i 44, un 7,7% de 45 a 60 i un 6,3% 65 anys o més.
L'edat mediana era de 21 anys. Per cada 100 dones de 18 o més anys hi havia 18,5 homes.
La renda mediana per habitatge era de 33.214 $ i la renda mediana per família de 38.750 $. Els homes tenien una renda mediana de 35.000 $ mentre que les dones 23.611 $. La renda per capita de la població era de 9.450 $. Entorn del 5,1% de les famílies i el 5,7% de la població estaven per davall del llindar de pobresa.

## Poblacions més properes
El següent diagrama mostra les poblacions més properes.